# Gare de Biasca
La gare de Biasca est une gare ferroviaire située sur le territoire de la commune suisse de Biasca dans le canton du Tessin.

## Situation ferroviaire
Établie à 292,9 mètres d'altitude, la gare de Biasca est située au point kilométrique 131,80 de la ligne du Gothard, entre les gares de Bodio (vers le nord) et de Castione-Arbedo (en direction de Chiasso). Le portail sud du tunnel de base du Saint-Gothard est à environ 4,5 km à vol d'oiseau de la gare.
Elle est dotée de deux quais dont un central et un latéral bordant trois voies principales. S'y ajoute un large faisceau de voies de service à l'est de la gare.

## Histoire

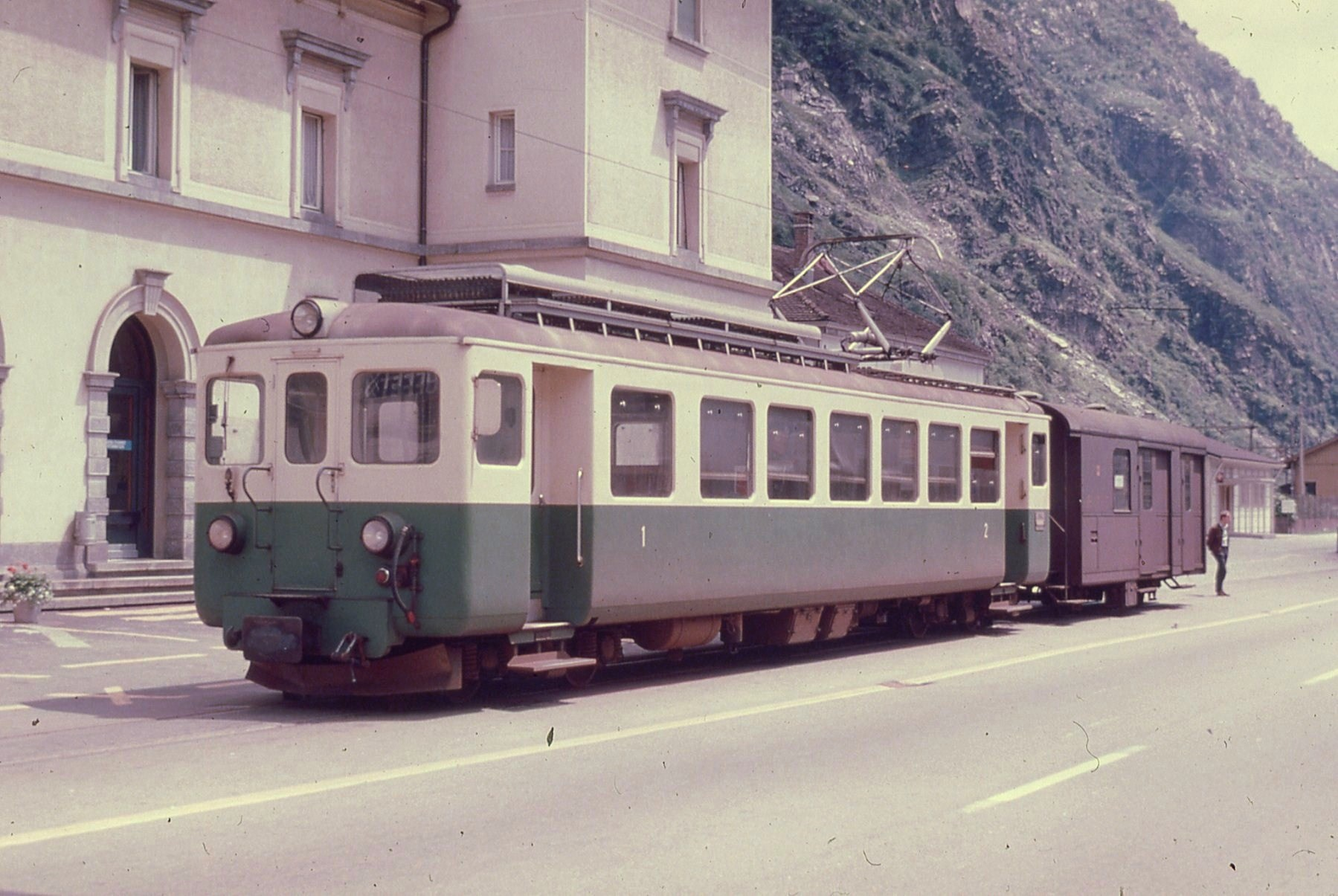
La gare de Biasca avec un train pour Acquarossa le 29 09 1973.

La gare a été inaugurée en 1874 avec l'ouverture de la ligne de Biasca à Chiasso,,. L'ouverture du tunnel ferroviaire du Saint-Gothard en 1882 a transformé la ligne en axe ferroviaire reliant la Suisse alémanique au canton du Tessin.
Elle fut également le terminus du chemin de fer Biasca - Acquarossa de 1911 au 29 septembre 1973,.
Des travaux ont eu lieu à partir du 24 juin 2019 afin de rénover le bâtiment voyageurs. Le montant de l'investissement s'est élevé à 4 millions de francs suisses.

## Service des voyageurs

### Accueil
Gare des CFF, elle est dotée d'un bâtiment voyageurs. Il y a également un parking-relais de 62 places.
La gare est partiellement accessible aux personnes à mobilité réduite.

### Desserte

#### Trains grandes lignes
La gare est desservie une fois par heure et par sens par le Südostbahn. Cette entreprise assure l'exploitation des trains InterRegio des lignes IR26 et 46, reliant respectivement Bâle et Zurich à Bellinzone et Locarno via la ligne historique du Gothard.
Lorsqu'un train de la ligne IR26 (respectivement IR46) circule, un train InterCity ou EuroCity roule au départ ou à destination de la gare centrale de Zurich (respectivement de la gare de Bâle) via le tunnel de base du Saint-Gothard. Ils sont en correspondance en gare d'Arth-Goldau afin de permettre de voyager toutes les heures depuis Bâle, Lucerne et Zurich vers le canton du Tessin par le tunnel de base du Saint-Gothard ou la ligne historique.
- 26 Bâle CFF – Olten – Lucerne – Arth-Goldau – Schwyz – Brunnen – Flüelen – Erstfeld – Göschenen – Airolo – Ambri-Piotta – Faido – Lavorgo – Bodio – Biasca – Castione-Arbedo – Bellinzone – Giubiasco – Cadenazzo – Tenero – Locarno
- 46 Gare centrale de Zurich – Zoug – Arth-Goldau – Erstfeld – Göschenen – Airolo – Ambri-Piotta – Faido – Lavorgo – Bodio – Biasca – Castione-Arbedo – Bellinzone – Giubiasco – Cadenazzo – Tenero – Locarno

#### RER Tessin
La gare de Biasca fait également partie du réseau express régional tessinois, assurant des liaisons rapides à fréquence élevée dans l'ensemble du canton du Tessin. Elle est le terminus des lignes S10 et S50, qui en assurent la desserte toutes les demi-heures. Les trains de la ligne S50 circulent toutes les heures couplés avec ceux de la S10 jusqu'à Mendrisio. Les trains de la ligne S10 circulant la demi-heure complémentaire sont limités à Chiasso. Certains trains sont exceptionnellement prolongés en Léventine jusqu'en gare d'Airolo.
- S10  (Airolo -) Biasca - Bellinzone - Giubiasco - Lugano - Mendrisio - Chiasso (- Côme San Giovanni)
- S50  (Airolo -) Biasca - Bellinzone - Giubiasco - Lugano - Mendrisio - Varèse - Gallarte - Aéroport de Malpensa T1 - Aéroport de Malpensa T2 (circule chaque heure en coupe/accroche avec la ligne S10 en gare de Mendrisio)

### Intermodalité
La gare de Biasca est en correspondance directe avec plusieurs lignes interurbaines assurées par CarPostal. La ligne 120, desservant la Léventine d'Airolo à Osogna, la dessert suivant une fréquence oscillant entre la demi-heure et l'heure suivant le jour de la semaine et le moment de la journée. On y trouve également les lignes 130, assurant une desserte interne de la ville, 131, la reliant à Olivone via Acquarossa et 132 vers Ludiano. Enfin, les deux lignes 221 et 222 assurent chacune une desserte toutes les demi-heures entre les gares de Biasca et Bellinzone, respectivement via la gare de Castione-Arbedo et via Moleno,.